# Pratiglione
Pratiglione is een gemeente in de Italiaanse provincie Turijn (regio Piëmont) en telt 598 inwoners (31-12-2004). De oppervlakte bedraagt 8,0 km², de bevolkingsdichtheid is 75 inwoners per km².

## Demografie
Pratiglione telt ongeveer 268 huishoudens. Het aantal inwoners daalde in de periode 1991-2001 met 2,9% volgens cijfers uit de tienjaarlijkse volkstellingen van ISTAT.
| Jaar | Inwoneraantal |
| ---- | ------------- |
| 1991 | 619           |
| 2001 | 601           |

## Geografie
Pratiglione grenst aan de volgende gemeenten: Sparone, Canischio, Canischio, Valperga, Prascorsano, Corio, Forno Canavese, Rivara.
1. ↑  https://demo.istat.it/?l=it.